# Wolfgang Beinert
Wolfgang Beinert (ur. 6 października 1960 we Frankfurcie n. Menem, Niemcy) – niemiecki grafik, designer i typograf.
W 2002 amerykańskie czasopismo „Graphis” uznało go za jednego najważniejszych współczesnych europejskich projektantów. Jego prace były prezentowane między innymi na Targach Książki we Frankfurcie, w Ginza Graphic Gallery w Tokio, na London Design Festival i na Istanbul Design Week. W 2001 Instytut Goethego przygotował wystawę retrospektywną prac Beinerta, podsumowującą jego dotychczasowe osiągnięcia. W środowisku kreatywnym Beinert działa również jako krytyk branży reklamowej i projektanckiej. Mieszka, pracuje i wykłada w Berlinie.

## Życiorys
Urodził się jako najstarszy z trzech braci. Jest wnukiem śpiewaka operowego, Paula Beinerta. Dzieciństwo spędził w Bad Hindelang w Alpach Algawskich. Jako siedmiolatek otrzymał w prezencie od przyjaciela rodziny Beinertów swój pierwszy aparat fotograficzny (aparat skrzynkowy Agfa Box) i to spowodowało, że zainteresował się fotografią. W latach 70. uczęszczał do klasycznego Gimnazjum św. Stefana w Augsburgu. Tam odkrył swoją pasję do projektowania.
W końcu lat 70. wygrał konkurs zorganizowany przez firmę fotograficzną Ilford. Było to jego pierwsze poważne osiągnięcie, po którym zapisał się do Wyższej Szkoły Filmowej w Monachium. W 1990 założył agencję reklamową w Augsburgu, w 1992 – studio graficzne. W Monachijskim Towarzystwie Typograficznym poznał typografa Güntera Gerharda Langego, który rozbudził w nim zainteresowanie typografią. W połowie 1994 roku przeprowadził się do Rzymu, a potem do Monachium (1999), gdzie otworzył swoje atelier. W 2001 uruchomił Typolexikon – projekt on-line poświęcony typografii. W 2003 założył w Monachium Typoakademie – szkołę, za pośrednictwem której prowadzi wykłady z typografii i komunikacji wizualnej. W latach 2004–2006 wykładał na Uniwersytecie Nauk Stosowanych w Monachium.
W 2007 przeprowadził się do Berlina. W 2010 zainicjował Designcenter Berlin – przedsięwzięcie mające na celu wspieranie przemysłów kreatywnych w Berlinie. W 2013 Designcenter Berlin zmieniło nazwę na „Berliner Gestalten” i funkcjonuje obecnie jako niezależna inicjatywa obywatelska wspierająca społeczne zaangażowanie w życie Berlina.
Wolfgang Beinert jest autorem wielu projektów graficznych i typograficznych, między innymi identyfikacji wizualnej dla Instytutu Goethego oraz prac dla takich przedsiębiorstw i organizacji, jak: Leica, BMW, Chanel, Amnesty International, Klub Rzymski. Specjalizuje się w ekskluzywnych drukach akcydensowych: broszurach, papierach firmowych, folderach, zaproszeniach. Projekty Beinerta wyróżniają się zamiłowaniem do detalu oraz szlachetnych materiałów. Chętnie łączy tradycyjne metody introligatorskie z bardziej współczesnymi rozwiązaniami. Bardzo charakterystyczne są dla niego wydłużone, panoramiczne formaty (ilustracji, papieru).

## Wybrane wystawy i nagrody

### Wystawy
- ADC Street Gallery (Nowy Jork),
- ATypI (Lipsk),
- Congress Center (Berlin),
- DDD Gallery (Osaka),
- drupa (Düsseldorf),
- Ginza Graphic Gallery (Tokio),
- Instytut Goethego (Monachium),
- Dom Kultur Świata (Berlin),
- Muzeum Historyczne Saary,
- Muzeum Sztuki i Rzemiosła (Hamburg).

### Nagrody
- American Institute of Graphic Arts,
- American Center for Design,
- Art Directors Club Deutschland,
- Art Directors Club of New York,
- ILFORD Photo,
- red dot design award best of the best,
- Tokyo Type Directors Club,
- Type Directors Club of New York.[4]

## Typolexikon
Od 2001 Beinert publikuje w Internecie Typolexikon – niemieckojęzyczny popularnonaukowy podręcznik zachodnioeuropejskiej typografii. Typolexikon zbiera informacje między innymi na temat historii pisma (paleografii), typografii, znanych typografów, krojów pism i ich klasyfikacji. Poza teoretycznymi podstawami w Typolexikonie opisywane są na bieżąco nowe zjawiska z dziedziny typografii. Artykuły zawierają z reguły rozbudowaną bibliografię, odsyłającą do szerszych opracowań. Różnorodne hasła przedstawiają historyczny rozwój pisma i druku, dlatego Typolexikon służy również badaczom tych dziedzin wiedzy, które łączą się z historią pisma.

## Klasyfikacja pism Beinert-Matrix
W 2001 Wolfgang Beinert opracował klasyfikację pism dla DTP – Beinert-Matrix. Klasyfikacja porządkuje cyfrowe kroje pism (fonty), zdigitalizowane kroje pism drukarskich oraz znaki obrazkowe. Ma ona służyć przede wszystkim projektantom graficznym do optymalizacji programów obsługujących fonty. Beinert wyróżnia dziewięć głównych grup, a w ich obrębie – również podgrupy:
1. Antykwy
  - antykwa renesansowa (francuska)
  - antykwa klasycystyczna
  - antykwa renesansowa (wenecka)
  - antykwa preklasycystyczna
2. Egipcjanki
  - typu Clarendon
  - egipcjanka właściwa
  - egipcjanka o nieproporcjonalnie grubych szeryfach w stosunku do grubości linii (ultra slab serif, Italienne)
  - pismo maszyn do pisania
  - egipcjanka gazetowa
3. Groteski
  - neogrotesk
  - grotesk amerykański
  - grotesk humanistyczny
  - grotesk geometryczny
4. Pisma firmowe (na przykład kroje używane przez daną firmę we własnej identyfikacji wizualnej)
5. Pisma ozdobne (tu mieszczą się kroje akcydensowe, hybrydowe oparte na antykwie łacińskiej, ozdobne, niedające się zaklasyfikować żadnej z wcześniejszych grup)
6. Pisma ekranowe[6]
7. Pisma łamane
  - fraktura
  - rotunda
  - szwabacha
  - tekstura
8. Pisma niełacińskie, np.:
  - arabskie
  - greckie
  - hebrajskie
  - cyrylickie
9. Znaki obrazkowe, np. dingbaty